# Sandgrube Biesern
Die Sandgrube Biesern (auch: Kies-Sandgrube Zaßnitz-Biesern) ist eine Sandgrube im Ortsteil Biesern der Gemeinde Seelitz und umfasst etwa 20 Hektar.

## Entstehung
Das Gebiet ist eine ehemalige Sand-Kiesgrube, welche mit Wasser vollgelaufen ist. Der dort abgebaute Rohstoff ist saalekaltzeitlicher Schotter der Zwickauer Mulde. Dafür wurde in Tiefen bis zu 35 Metern gegraben.
Die Funde umfassten in den 1970er/1980er Jahren Achat, Chalcedon, Jaspis sowie verkieselte Hölzer.

## Nutzung
Die ehemalige Sandgrube dient vorwiegend der Nutzung für den Angelsport. Sie wird durch den Anglerverband Südsachsen Mulde Elster bewirtschaftet. Die Nutzung zum Zelten sowie offenes Feuer sind verboten.